# Sterre Herstel
 (janvier 2019).
Sterre Herstel, née le 27 novembre 1995 à  La Haye, est une actrice néerlandaise.

## Filmographie

### Cinéma et téléfilms
- 2001 : Knofje (nl) : Knofje
- 2004 : In Oranje (nl) : Suzan van Leeuwen
- 2004 : Engel en Broer : Engel
- 2005 : Leef! (nl) : Anne
- 2006 : Evelien (nl) : Regina van Brakem
- 2008 : Bloedbroeders (nl) : Erika Bakker
- 2010 : Verborgen Verhalen (nl) : Sjaak